# Sergei Abdukarow
Sergei Gennadjewitsch Abdukarow (russisch Сергей Геннадьевич Абдукаров; * 13. April 1974 in Schtschutschinsk) ist ein ehemaliger kasachischer Biathlet.
Sergei Abdukarow gehörte seit 1990 dem sowjetischen Nationalkader an. Er gab sein internationales Debüt zu Beginn der Saison 1994/95 im Biathlon-Weltcup. In seinem ersten Sprint in Bad Gastein wurde er 67. In Hochfilzen erreichte er 1996 mit Rang 35 in einem Sprint sein bestes Ergebnis im Weltcup. Bei den Biathlon-Weltmeisterschaften 1997 in Osrblie kam er an der Seite von Dmitri Pantow, Waleri Iwanow und Dmitri Posdnjakow im Staffelrennen auf Platz 18 wurde mit diesen zudem im Mannschaftsrennen Elfter. Abschluss der Karriere wurden die Winterasienspiele 1999 in Gangwon-do. In Südkorea gewann er gemeinsam mit Alexei Karewski, Dmitri Pantow und Dmitri Posdnjakow den Titel im Staffelrennen vor den Vertretungen aus Japan und Südkorea.

## Biathlon-Weltcup-Platzierungen
Die Tabelle zeigt alle Platzierungen (je nach Austragungsjahr einschließlich Olympische Spiele und Weltmeisterschaften).
- 1.–3. Platz: Anzahl der Podiumsplatzierungen
- Top 10: Anzahl der Platzierungen unter den ersten zehn (einschließlich Podium)
- Punkteränge: Anzahl der Platzierungen innerhalb der Punkteränge (einschließlich Podium und Top 10)
- Starts: Anzahl gelaufener Rennen in der jeweiligen Disziplin

| Platzierung                                              | Einzel | Sprint | Verfolgung | Massenstart | Team | Staffel | Gesamt |
| -------------------------------------------------------- | ------ | ------ | ---------- | ----------- | ---- | ------- | ------ |
| 1. Platz                                                 |        |        |            |             |      |         |        |
| 2. Platz                                                 |        |        |            |             |      |         |        |
| 3. Platz                                                 |        |        |            |             |      |         |        |
| Top 10                                                   |        |        |            |             |      |         |        |
| Punkteränge                                              |        |        |            |             | 1    | 5       | 6      |
| Starts                                                   | 2      | 11     | 1          |             | 1    | 6       | 21     |
| Stand: Karriereende, Daten möglicherweise nicht komplett |        |        |            |             |      |         |        |